# Fabian Erlinghäuser
Fabian Erlinghäuser (* 23. Oktober 1976 in  Köln) ist ein deutscher Regisseur, Animator, Illustrator und Comiczeichner.

## Leben
Erlinghäuser besuchte bis 1996 das Friedrich-Wilhelm-Gymnasium in Köln. Seit Mai 2000 arbeitet er für das irische Trickfilmstudio Cartoon Saloon, unter anderem als Animation Director bei den oscarnominierten Filmen Das Geheimnis von Kells (2009), Die Melodie des Meeres (2014) und Der Brotverdiener (2017). Seit 2018 hauptsächlich als Regisseur.
Er gewann 2021 den Irish Animation Award als „Best Director of an animated series“ für Dorg Van Dango.
Als Illustrator zeichnete Erlinghäuser von 2013 bis 2016 für den Egmont-Verlag Disney-Comics. Er unterrichtete von 2010 bis 2017 als Gastdozent beim Animation Workshop im dänischen Viborg.
Er ist Mitglied der Europäischen Filmakademie und der Academy of Motion Picture Arts and Sciences.

## Filmographie

### Als Regisseur
- 2020: Dorg Van Dango (Fernsehserie)
- 2020: Greenpeace: Es geht ein Monster in meiner Küche um (Kurzfilm)
- 2022: My Fathers Dragon (Assistenzregie)
- 2023: Silly Sundays

### Als Animation Director
- 2009: Das Geheimnis von Kells (The Secret of Kells)
- 2014: Die Melodie des Meeres (Song of the Sea)
- 2017: Der Brotverdiener (The Breadwinner)

### Als Animator
- 2000: Duck Ugly
- 2002: From Darkness (Kurzfilm)
- 2003: Till Eulenspiegel
- 2003: Die Könige aus dem Morgenland (Los reyes magos)
- 2004: Cúilín Dualach (Kurzfilm)
- 2005: Der kleine Eisbär 2 – Die geheimnisvolle Insel
- 2009: Old Fangs (Kurzfilm)
- 2009: Das Geheimnis von Kells (The Secret of Kells)
- 2014: Die Melodie des Meeres (Song of the Sea)
- 2017: Der Brotverdiener (The Breadwinner)
- 2020: Greenpeace: Es geht ein Monster in meiner Küche um
- 2020: Wolfwalkers

## Auszeichnungen

### Preise
- 2018 – Emile Award, beste Character Animation in einem Kinofilm – für Der Brotverdiener
- 2021 – Irish Animation Award, Bester Regisseur einer animierten Serie – für Dorg Van Dango

### Nominierungen
- 2021 – Irish Animation Award, Bester Regisseur einer animierten Serie – für Dorg Van Dango
- 2021 – Irish Animation Award, Bester animierter Kurzfilm – für Es geht ein Monster in meiner Küche um

## Buchillustrationen (Auswahl)
- Jim Halligan, Illustriert von Fabian Erlinghäuser: Diabolic Downloads, The O’Brien Press 2012, ISBN 1-84717-425-6.
- Robin Dix,  Illustriert von Fabian Erlinghäuser: Tigerherz: Der Prinz des Dschungels. Bastei Lübbe 2016, ISBN 3-7325-3157-0.
- Paul Christian Schwellenbach, Illustriert von Fabian Erlinghäuser: Die Geschichte vom Sandkasten, der so gerne ein Strand sein wollte. leiv Leipziger Kinderbuchverlag 2014, ISBN 978-3-89603-448-9.
- Lotte Kühn: Mutti allein zuhaus: Vom Leben mit nestflüchtigen Kindern. Bastei Lübbe 2014, ISBN 3-8387-4511-6.
- Gunther Müller: Fette Vögel gehen öfter fremd: Skurrile Erkenntnisse aus der Welt der Wissenschaft. Bastei Lübbe 2012, ISBN 3-8387-1609-4.
- Laura Windmann: Mutti geht's gut: Wahre Geschichten aus dem Leben einer Tochter. Bastei Lübbe 2012, ISBN	3-838-71608-6.